# ¿Dónde están los ladrones?
A ¿Dónde están los ladrones? ('Hol vannak a tolvajok?') Shakira kolumbiai énekesnő második hivatalos stúdióalbuma. 1998-ban jelent meg, és csak az USA-ban több mint 1 000 000, világszerte 8 000 000 példányban kelt el. Habár az album nem szerepelt kiemelkedően a Billboard 200-as listán (csak a 131. helyet sikerült elérnie), mégis egyike a legnagyobb példányszámban eladott spanyol nyelvű lemezeknek az USA-ban.
Az albumról két dal kapott jelölést az 1999-es Latin Grammy-díj gálán (a legjobb női popénekesi előadás a legjobb női rockénekesi előadás kategóriában). Magát az albumot is jelölték Grammy-díjra, a legjobb latin album kategóriában.
2005-ben újra kiadták, hogy segítse az Oral Fixation Vol. 2 eladásait. Az albumon bizonyos országokban található két bónuszdal is.

## Információ
Az album elkészítése 9 hónapot vett igénybe. Mivel több ember dolgozott a lemezen, nagyobb lehetőségek voltak, és több demó is megjelent, ami hosszabbá tette a munkálatokat, mint a Pies descalzos esetében. Ami még késleltette a megjelenést, az az volt, hogy Shakira szerette volna, ha az album minden egyes dala tökéletes lenne, mivel tudta, hogy rengeteg kritikus lesz rá kíváncsi, hogy sikerül-e fennmaradnia a második albummal is a csúcson, vagy csak egyalbumos előadó lesz. Ezért minden egyes dalhoz 2-3 demót készített. Shakirára ezúttal sokkal több pénzt szánt a kiadó, hogy minden tökéletesen mehessen.
Az album nem okozott csalódást, hiszen a megjelenése napján 300 000, a hónap végére több mint 1 000 000 darabot adtak el belőle.
Az album címe onnan jött, hogy egyszer, amikor Shakira Bogotába utazott, egy tolvaj ellopta a repülőtéren a csomagját, ami tele volt dalszövegekkel. Shakira nagyon csalódott volt, de újra ihletre kapott és elkezdte újra írni a dalokat.
Egy interjúban a lemezt a férfiaknak ajánlja, hiszen ők azok, akik képesek rabul ejteni a női szíveket.

## Dalok listája
1. Ciega, sordomuda („Vak, süketnéma”) (Shakira, Salgado) – 4:26
2. Si te vas („Ha elmész”) (Shakira, Ochoa) – 3:31
3. Moscas en la casa („Legyek a házban”) (Shakira) – 3:31
4. No creo („Nem hiszek”) (Shakira, Ochoa) – 3:50
5. Inevitable („Elkerülhetetlen”) (Shakira, Ochoa) – 3:13
6. Octavo día („Nyolcadik nap”) (Shakira, Mendez) – 4:32
7. Que vuelvas („Térj Vissza!”) (Shakira) – 3:49
8. Tú („Te”) (Shakira, O'Brien) – 3:37
9. ¿Dónde están los ladrones? („Hol vannak a tolvajok?”) (Shakira, Ochoa) – 3:12
10. Sombra de ti („Árnyékod”) (Shakira, Ochoa) – 3:33
11. Ojos así („Olyan Szemek”) (Shakira, Florez, Garza) – 3:59

### Bónuszdalok (Egyesült Királyság/Japán/Hollandia/Magyarország)
1. Estoy aquí („Itt vagyok”)
2. Ojos así (Single Version)

## Kislemezek
- Ciega, sordomuda (1998)
- Tú (1999)
- Inevitable (1999)
- No creo (1999) [2000-ben újra kiadták az Unplugged albumról]
- Si te vas (1999)
- Ojos así (1999)
- Moscas en la casa (1999)

## Díjak
| Év   | Díj                                                       | Jelölt                     | Eredmény |
| ---- | --------------------------------------------------------- | -------------------------- | -------- |
| 1999 | Grammy-díj for Best Latin Rock/Alternative Album          | ¿Donde Están Los Ladrones? | Jelölt   |
| 2000 | Latin Grammy-díj for Best Female Pop Vocal Performance    | "Ojos Así"                 | Nyert    |
| 2000 | Latin Grammy Award for Best Female Rock Vocal Performance | "Octavo Día"               | Nyert    |
| 2000 | Latin Grammy for Best Music Video                         | "Ojos Así"                 | Jelölt   |

## Eladások és minősítések
| Slágerlista              | Minősítés  | Eladott példányszám |
| ------------------------ | ---------- | ------------------- |
| Argentína CAPIF          | 4× platina | 240 000             |
| Chile                    | 4× platina | 125 000             |
| Kolumbia                 | 3× platina | 300 000             |
| Közép-Amerika            | 4× platina | 90 000              |
| Mexikó AMPROFON          | 2× platina | 500 000             |
| Spanyolország PROMUSICAE | Platina    | 150 000             |
| USA, RIAA                | 5× platina | 1 000 000           |
| Világszerte              | 4× platina | 8 000 000+          |

## Közreműködők
- Shakira – Producer, Songwriter, vocals, harmonica
- Emilio Estefan Jr. – Executive producer
- Javier Garza – Producer, engineer, mixer, programmer
- Luis Fernando Ochoa – Producer, songwriter, guitar, bass guitar
- Lester Mendez – Producer, string arrangements, programmer
- Pablo Florez – Producer, programmer
- Sebastian Krys – Engineer, mixer
- Alfred Figueroa – Assistant engineer
- Kieran Wagner – Assistant engineer
- Chris Wiggins – Assistant engineer
- Kevin Dillon – Coordinator
- Wendy Pedersen – Backing vocals
- Adam Zimmon – Guitar
- Marcelo Acevedo – Guitar
- Randy Barlow – Accordion
- Teddy Mulet – Trumpet
- Brendan Buckley – Drums
- Lee Levin – Drums
- Edwin Bonilla – Percussion
- John Falcone-elec.bass